# Provinz Cordillera (Chile)
Die Provinz Cordillera ist eine Provinz im Osten der chilenischen Región Metropolitana de Santiago. 
Sie erstreckt sich über ein Territorium von 5528,3 km² und hat 612.816 Einwohner (Volkszählung 2017). Hauptstadt ist die Stadt Puente Alto.

## Geografie
Die Topographie umfasst einen kleinen Bereich des chilenischen Zentraltals, Gletscher, Flüsse, Vulkane und die Andenkette, die die Grenze zur Provinz Mendoza in Argentinien bildet. Die Provinzhauptstadt Puente Alto liegt etwa 21 km südsüdöstlich von Santiago de Chile.

## Gemeinden
Die Provinz Cordillera ist in drei Gemeinden untergliedert:
- Pirque
- Puente Alto
- San José de Maipo